# Bénédicte de Portugal
Marie Bénédicte de Bragance (Maria Francisca Benedita Ana Isabel Antónia Lourença Inácia Teresa Gertrudes Rita Rosa; 25 juillet 1746 - 18 août 1829) est une infante portugaise et la plus jeune fille du roi Joseph Ier de Portugal et de son épouse Marie-Anne-Victoire d'Espagne.

## Biographie
Bénédicte naît à Lisbonne et est nommée d'après le pape Benoît XIV. Elle reçoit une bonne éducation : elle étudie la musique avec Davide Perez et la peinture avec Domingos Sequeira ; un panneau peint par elle et sa sœur peut encore être vu dans la Basilique d'Estrela.
Le 21 février 1777, elle épouse son neveu Joseph de Portugal, héritier présomptif, le fils aîné de la future reine Marie Ire. Bénédicte est alors une femme attirante de trente ans, tandis que Joseph a la moitié de son âge. Ils n'ont pas d'enfants, cependant Bénédicte fait une fausse-couche à deux reprises : d'abord en 1781 puis en 1786.
Trois jours après leur mariage, son père le roi Joseph Ier meurt, et Marie lui succède comme reine régnante. L'Infant Joseph devient le nouveau prince héritier, avec les titres de prince du Brésil et de 16e duc de Bragance. Bénédicte devient la princesse héritière avec le titre de princesse du Brésil et duchesse de Bragance.
En 1788, son mari Joseph meurt et Bénédicte devient princesse douairière du Brésil ; elle reste connue sous ce titre durant le reste de sa longue vie. Contrairement à d'autres veuves qui ont fondé des couvents et des églises, elle choisit de fonder un asile pour les militaires invalides de Runa. Elle suit la famille royale en exil au Brésil en 1808.
Bénédicte est morte à Lisbonne et est enterrée dans le panthéon national au monastère de São Vicente de Fora. Elle est la dernière survivante des petits-enfants de Jean V de Portugal.